# Чемпіонат U-19 України з футболу 2022—2023
11-та юнацька першість України з футболу проходила з 22 серпня 2022 року по 3 червня 2023 року.

## Регламент
Наступне є вибірковим витягом з регламенту. Для повного ознайомлення перейдіть за посиланням внизу статті.
До участі в матчі Чемпіонаті U-19 допускаються футболісти 2004 року народження та молодші. Допускається участь 5 (п’яти) футболістів 2003 р.н., які можуть одночасно впродовж усього ігрового часу перебувати на полі. У складі команди клубу на полі під час матчу може одночасно перебувати не більше 7 (семи) футболістів-легіонерів. 
Клуб-чемпіон отримує Кубок Чемпіонату U-19. Максимальна кількість футболістів та офіційних представників команди, які нагороджуються відповідними нагородами, становить 35 осіб. Виготовлення додаткових комплектів нагород не передбачено.

## Учасники
У турнірі брали участь 16 юнацьких команд. У таблиці подано імена старших тренерів, як тренер (у дужках попередній тренер, якого змінили впродовж сезону).
| Команда               | Населений пункт                      | Стадіон | Місткість стадіону          | Тренер                                              | Місце в сезоні 2021/22 |
| --------------------- | ------------------------------------ | --- | --------------------------- | --------------------------------------------------- | ---------------------- |
| «Верес» U-19          | Рівне                                | НТБ «Динамо» (Київ) НТБ «Верес» «Колос» (Млинів)                                                             | 750 200 850                 | Олег Шандрук                                        | 15                     |
| «Ворскла» U-19        | Полтава                              | «Молодіжний» «Авангард» (Ужгород)                                                                            | 680 10 000                  | Василь Баранов                                      | 6                      |
| «Динамо» U-19         | Київ                                 | НТБ «Динамо»                                                                                                 | 750                         | Ігор Костюк                                         | 2                      |
| «Дніпро-1» U-19       | Дніпро                               | НТБ «Рух» (Винники) Стадіон ім. Б. Маркевича (Винники) «Сокіл» (Львів) «Медик» (Моршин) «Авангард» (Ужгород) | 250 900 100 1 000 10 000    | Імад Ашур                                           | 7                      |
| «Зоря» U-19           | Луганськ                             | НТБ «Динамо» (Київ) НТБ «Рух» (Винники) НТК МФА (Дерцен)                                                     | 750 250 500                 | Олексій Дроценко                                    | 5                      |
| «Інгулець» U-19       | смт Петрове                          | ОФК ім. І. Піддубного (Київ) НТБ «Динамо» (Київ) Стадіон ім. О. Поворознюка (с. Володимирівка)               | 1 500 750 560               | Ігор Хоменко                                        | 13                     |
| «Колос» U-19          | с. Ковалівка Білоцерківського району | НТБ «Динамо» (Київ) НТБ «Колос» (с. Софіївська Борщагівка) «Авангард» (смт Гребінки)                         | 750 250 150                 | Олександр Поздєєв                                   | 9                      |
| «Кривбас» U-19        | Кривий Ріг                           | «Спарта» «Княжа-Арена» (с. Щасливе) НТК ім. В. Баннікова (Київ)                                              | 484 1 000 1 678             | Віталій Косовський                                  | —                      |
| ФК «Львів» U-19       | Львів                                | «Сокіл» (Львів) ЛНУП (Дубляни) «Скіф»                                                                        | 100 3 742 4 033             | Роман Гданський (Олег Петрик)                       | 12                     |
| «Металіст» U-19       | Харків                               | Стадіон ім. Б. Маркевича (Винники) СОК «Люстдорф» (Одеса) «Авангард» (Ужгород)                               | 900 500 10 000              | Олександр Горяїнов (Олег Дейкунов, Андрій Аніщенко) | —                      |
| «Металіст 1925» U-19  | Харків                               | НТБ «Колос» (с. Софіївська Борщагівка) НТБ «Динамо» (Київ) «Княжа-Арена» (с. Щасливе)                        | 250 750 1 000               | Роман Мельник                                       | 4                      |
| ФК «Минай» U-19       | с. Минай Ужгородського району        | «Авангард» (Ужгород)                                                                                         | 10 000                      | Сергій Мізін                                        | 14                     |
| ФК «Олександрія» U-19 | Олександрія                          | «Ніка-плюс» НТК ім. В. Баннікова (Київ) «Олімп» КСК «Ніка» ОФК ім. І. Піддубного (Київ)                      | 500 1 678 2 640 7 000 1 500 | Віктор Бицюра                                       | 8                      |
| «Рух» U-19            | Львів                                | Стадіон ім. Б. Маркевича (Винники) НТБ «Рух» (Винники)                                                       | 900 250                     | Григорій Баранець (Віталій Пономарьов)              | 1                      |
| «Чорноморець» U-19    | Одеса                                | ОФК ім. І. Піддубного (Київ) СОК «Люстдорф»                                                                  | 1 500 500                   | Анатолій Діденко                                    | 10                     |
| «Шахтар» U-19         | Донецьк                              | НТБ «Рух» (Винники) Стадіон ім. Б. Маркевича (Винники) «Княжа-Арена» (с. Щасливе)                            | 250 900 1 000               | Оскар Ратулутра                                     | 3                      |

 — нові команди

## Турнірна таблиця
| М  | Команда               | І  | В  | Н  | П  | РМ    | О  |
| -- | --------------------- | -- | -- | -- | -- | ----- | -- |
|    | «Рух» U-19            | 30 | 26 | 4  | 0  | 91−17 | 82 |
|    | «Динамо» U-19         | 30 | 23 | 5  | 2  | 72−21 | 74 |
|    | «Шахтар» U-19         | 30 | 21 | 6  | 3  | 70−19 | 69 |
| 4  | ФК «Олександрія» U-19 | 30 | 18 | 5  | 7  | 58−26 | 59 |
| 5  | «Ворскла» U-19        | 30 | 13 | 6  | 11 | 51−39 | 45 |
| 6  | «Колос» U-19          | 30 | 11 | 10 | 9  | 40−36 | 43 |
| 7  | «Дніпро-1» U-19       | 30 | 12 | 5  | 13 | 41−46 | 41 |
| 8  | «Зоря» U-19           | 30 | 11 | 5  | 14 | 50−54 | 38 |
| 9  | ФК «Львів» U-19       | 30 | 9  | 10 | 11 | 31−35 | 37 |
| 10 | «Металіст» U-19       | 30 | 9  | 8  | 13 | 40−68 | 35 |
| 11 | «Верес» U-19          | 30 | 9  | 7  | 14 | 36−46 | 34 |
| 12 | «Кривбас» U-19        | 30 | 8  | 7  | 15 | 29−55 | 31 |
| 13 | «Металіст 1925» U-19  | 30 | 9  | 4  | 17 | 40−51 | 31 |
| 14 | «Чорноморець» U-19    | 30 | 6  | 7  | 17 | 28−55 | 25 |
| 15 | «Інгулець» U-19       | 30 | 3  | 8  | 19 | 21−72 | 17 |
| 16 | ФК «Минай» U-19       | 30 | 2  | 3  | 25 | 20−78 | 9  |

## Найкращі бомбардири
| № | Футболіст           | Команда               | Голи (пен.) |
| - | ------------------- | --------------------- | ----------- |
| 1 | Владислав Погорілий | «Шахтар» U-19         | 16 (1)      |
| 2 | Іван Давиденко      | ФК «Олександрія» U-19 | 14 (4)      |
| 3 | Віталій Лобко       | «Зоря» U-19           | 13          |